# Per Nørgård
Per Nørgård (ˈpʰeɐ̯ ˈnɶɐ̯ɡ̊ɒːˀ), (Gentofte, Dinamarca; 13 de julio de 1932- Copenhague, 28 de mayo de 2025) fue un compositor danés.

## Biografía
Nørgård estudió con Vagn Holmboe en la Real Academia Danesa de Música de Copenhague y, posteriormente, con Nadia Boulanger en París. Para empezar, fue fuertemente influido por los estilos nórdicos de Jean Sibelius, Carl Nielsen y Vagn Holmboe. En la década de 1960, Nørgård comenzó a explorar las técnicas modernistas de la Europa central, con el tiempo el desarrollo de una serie del sistema de composición basado en la serie "infinita" (Nørgård 1975), el que utilizó en su Viaje en la pantalla de oro, las sinfonías segunda y tercera, I Ching, y otras obras de la década de 1960 y 1970. Más tarde se interesó por el artista suizo Adolf Wölfli, que inspiró muchas de las obras de Nørgård, incluyendo la cuarta sinfonía, la ópera Det Guddommelige Tivoli y Papalagi para guitarra sola.
Ha compuesto obras en todos los géneros principales: seis óperas, dos ballets, ocho sinfonías y otras piezas para orquesta, varios conciertos, obras corales y vocales, un enorme número de obras de cámara, diez cuartetos de cuerda y varias obras instrumentales solistas, éstas incluyen una serie de obras para guitarra, en su mayoría escritas para el guitarrista danés Erling Møldrup, una serie de suites llama Cuentos de la Mano (1985-2001), Mañana temprano (1997-98) y Rondino Amorino (1999). Una de sus obras más importantes para el solo de percusión es el I Ching (1982) para el danés Gert Mortensen percusionista. También ha compuesto música para varias películas, incluyendo La capa roja (1966), El festín de Babette (1987), y Hamlet, príncipe de Dinamarca (1993).
También un escritor prolífico. Ha escrito muchos artículos sobre la música, no sólo desde una perspectiva técnica, sino también un punto de vista filosófico.

## Música

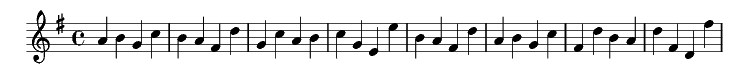
Uendelighedsrækken en sol mayor (los primeros 32 términos).

La música de Nørgård a menudo incluye el uso de la serie infinita (danés Uendelighedsrækken) para la melodía de serialización, la armonía y el ritmo en la composición musical. El método toma su nombre de la naturaleza. Matemáticamente, la serie infinita es una secuencia de enteros. Los primeros términos de su forma más simple son 0, 1, −1, 2, 1, 0, −2, 3, … (secuencia A004718 en OEIS).
Nørgård, descubrió la serie infinita melódica en 1959 y resultó ser una inspiración para muchas de sus obras durante 1960. Sin embargo, no fue hasta su viaje a Voyage into the Golden Screen en (1968) que ha sido identificado como la primera "pieza adecuadamente instrumental de la composición espectral" (Anderson, 2000, 14) y la Sinfonía Nº 2 (1970), que proporcionan la estructura para un trabajo completo (Nørgård 1975, 9). La serie infinita armónica y rítmica se desarrollaron en la década de 1970 y la serie de tres se integraron por primera vez en Sinfonía Nº 3 Nørgård.

## Trabajos

### Sinfonías
- Symphony No. 1 Sinfonia austera (1953–1955)
- Symphony No. 2 (1970)
- Symphony No. 3 (1972–1975)
- Symphony No. 4 (1981)
- Symphony No. 5 (1990)
- Symphony No. 6 Al final del día (1998–1999)
- Symphony No. 7 (2006)
- Symphony No. 8 (2011)

### Conciertos
- Violin Concerto No. 1 Helle Nacht (1986–1987)
- Violin Concerto No. 2 Borderlines
- Piano Concerto Concerto in due tempi (1994–1995)

### Otros trabajos
- Trío No. 1 (1955) op. 15
- Konstellationer (Constellations) (1958)
- Piano Sonata No. 2 op. 20
- Voyage into the Golden Screen (1968)
- Libra (1973)
- Turn (1973)
- Siddharta (1974–1979)
- Wie ein Kind (Like a Child) (1979–1980)
- Drømmesange (Dream Songs) (1981)
- I Ching (1982)
- Najader (The Naiads) (1986)
- Solo Íntimo op. 8 for Solo 'Cello (1953)

## Premios
- Premio Musical del Consejo Nórdico (1974) por su ópera Gilgamesh
- Premio Musical Léonie Sonning (1996)